# Pissonotus ater
Pissonotus ater är en insektsart som beskrevs av Van Duzee 1897. Pissonotus ater ingår i släktet Pissonotus och familjen sporrstritar. Inga underarter finns listade i Catalogue of Life.